# Benidorm Fest
Le Benidorm Fest est un festival musical espagnol, organisé chaque année depuis 2022 par la RTVE en collaboration avec la Généralité valencienne afin de sélectionner la chanson représentant l'Espagne au Concours Eurovision de la chanson.
Il se déroule à Benidorm en Espagne, comme son nom l'indique, plus précisément au Palau Municipal d'Esports à L'Illa de Benidorm.
Fondé sur le concept du Festival international de la chanson de Benidorm (en), avec des modifications pour s'adapter au format Eurovision, le concours comprend deux demi-finales et une finale, les résultats étant déterminés conjointement par un jury et les votes du public. La première édition a été remportée par Chanel avec SloMo; la deuxième édition a été remportée par Blanca Paloma avec Eaea. La troisième édition a été remportée par Nebulossa avec Zorra. La quatrième édition a été remportée par Melody avec Esa diva. 

## Histoire
Ce festival est librement inspiré du Festival International de la chanson de Benidorm (en espagnol Festival Internacional de la Canción de Benidorm), un concours d'abord national, puis international ayant eu lieu de 1958 à 2006, lui-même inspiré du Festival de Sanremo. La compétition s'est tenu de manière intermittente jusqu'en 2006, entrecoupée de plusieurs hiatus et changements de format.

### Retour
Quinze ans après la dernière édition du Festival de la chanson espagnole de Benidorm, RTVE a diffusé le 22 juillet 2021 depuis la ville une conférence au cours de laquelle le président de la Généralité valencienne Ximo Puig, le maire de la ville Antonio Pérez, et le président de la chaîne de télévision José Manuel Pérez Tornero ont annoncé le retour d'un concours de chanson organisé à Benidorm, qui deviendrait également une nouvelle présélection espagnole pour le Concours Eurovision de la chanson, à partir de l'édition 2022.
Le 29 septembre de la même année, le règlement et le mécanisme du concours ont été publiés, révélant que le nom du concours remanié serait Benidorm Fest et que la première édition devait être diffusée fin janvier 2022. Il a ensuite été annoncé qu'un contrat avait été signé pour organiser l'événement sur quatre éditions. La Généralité valencienne a investi environ 968 000 € dans l'événement.

## Format
Le concours se compose de deux demi-finales et d'une finale au cours desquelles plusieurs candidats interprètent leurs chansons en direct. Dans la première édition, sept chansons participent à chaque demi-finale (soit un total de quatorze chansons), pour une finale à huit chansons; pour la deuxième édition, il y avait neuf chansons dans chaque demi-finale (pour un total de dix-huit entrées) et toujours huit en finale,. Il est prévu que la troisième édition comporte seize participants, huit pour chaque demi-finale.
Le public (composé du télévote plus un panel de juges constitué d'un échantillon de la population espagnole sélectionné selon des critères statistiques et démoscopiques), ainsi qu'un jury national et international votent pour leurs chansons préférées, le résultat final étant déterminé par une combinaison des votes. À la fin du programme, la chanson avec le plus de points est déclarée gagnante et représente donc l'Espagne au Concours Eurovision de la chanson.

### Vote
Le vote pendant les trois émissions s'effectue par une combinaison des méthodes suivantes:
| Année | Méthode de vote | Références |
| ----- | --- | ---------- |
| 2022  | - Jury d'experts (50%) – chefs de délégation à l'Eurovision, artistes, musiciens et/ou autres professionnels, impliquant des membres espagnols et internationaux - Panel démoscopique (25 %) – composé d’un échantillon statistiquement sélectionné de la population espagnole - Vote du public (25%) – par téléphone et SMS | [ 2 ]      |
| 2023  | - Jury d'experts (50%) – chefs de délégation à l'Eurovision, artistes, musiciens et/ou autres professionnels, impliquant des membres espagnols et internationaux - Panel démoscopique (25 %) – composé d’un échantillon statistiquement sélectionné de la population espagnole - Vote du public (25%) – par téléphone et SMS | [ 2 ]      |
| 2024  | - Jury d'experts (50%) – chefs de délégation à l'Eurovision, artistes, musiciens et/ou autres professionnels, impliquant des membres espagnols et internationaux - Panel démoscopique (25 %) – composé d’un échantillon statistiquement sélectionné de la population espagnole - Vote du public (25%) – par téléphone et SMS | [ 2 ]      |
| 2025  | - Jury d'experts (50%) – chefs de délégation à l'Eurovision, artistes, musiciens et/ou autres professionnels, impliquant des membres espagnols et internationaux - Vote du public (50%) – par téléphone et SMS (25%), et application mobile (25%)                                                                            | [ 8 ]      |

### Présentateurs
| Année | Présentateur(s)                                 | Références |
| ----- | ----------------------------------------------- | ---------- |
| 2022  | Alaska, Inés Hernand et Màxim Huerta            | [ 9 ]      |
| 2023  | Mónica Naranjo, Inés Hernand et Rodrigo Vázquez | ,          |
| 2024  | Ruth Lorenzo, Marc Calderó et Ana Prada         | ,          |
| 2025  | Paula Vázquez, Ruth Lorenzo et Inés Hernand     | [ 16 ]     |

## Identité

### Identité musicale
Le thème musical du Benidorm Fest, intitulé Vita est, a été composé par le musicien Pepe Herrero et est interprété par l'Orchestre symphonique de la RTVE. Cette œuvre symphonique est inspirée de thèmes classiques tels que O Fortuna, issue des Carmina Burana de Carl Orff, en le combinant avec des compositions modernes de compositeurs tels que Hans Zimmer. Les paroles, composées en latin, soulignent la valeur de la musique comme moyen d'unir les peuples et de les rendre libres.
Le compositeur a produit 15 variations de l'œuvre, de durées et de modèles instrumentaux différents, pour différents objectifs.

### Trophée
Le gagnant du Benidorm Fest reçoit un microphone en bronze, réalisé par le sculpteur madrilène José Luis Fernández. Il s'agit d'une pièce de 30 centimètres de hauteur, coulée en bronze et réalisée selon la méthode de la cire perdue.

## Sélection des participants
La RTVE ouvre une période de soumissions  permettant aux artistes, auteurs et compositeurs de leur envoyer leurs propositions, tandis que la chaîne elle-même se réserve le droit d'inviter directement des chanteurs et auteurs renommés de la scène musicale actuelle.
Le concours est ouvert aux artistes, groupes et auteurs âgés d'au moins 16 ans avant le mois de mai de l'année en cours et qui doivent être de nationalité espagnole ou avoir leur résidence permanente en Espagne (dans le cas de duos ou de groupes, au moins 50 % des les membres doivent remplir cette condition),.
Tout comme le règlement de l'Eurovision l'impose, les chansons en compétition ne doivent pas avoir été publiées ni distribuées avant le 1er septembre de l'année précédant le Concours. De plus, la chanson doit durer entre 2 minutes et demie et 3 minutes et doit inclure au moins 60 % des paroles en espagnol et/ou dans les langues co-officielles de l'Espagne,.

## Vainqueurs
- Troisième place

| Année | Chanson  | Artiste       | Langue            | Genre                 | Paroles et musique                                                                   | Résultat à l'Eurovision | Résultat à l'Eurovision |
| Année | Chanson  | Artiste       | Langue            | Genre                 | Paroles et musique                                                                   | Place                   | Points                  |
| ----- | -------- | ------------- | ----------------- | --------------------- | ------------------------------------------------------------------------------------ | ----------------------- | ----------------------- |
| 2022  | SloMo    | Chanel        | Espagnol, anglais | Pop latino, reggaeton | Leroy Sánchez, Keith Harris, Ibere Maravilha Fortes, Maggie Szabo, Arjen Thonen      | 3e                      | 459                     |
| 2023  | Eaea     | Blanca Paloma | Espagnol          | Flamenco nuevo        | Álvaro Tato, Blanca Paloma Ramos, José Pablo Polo                                    | 17e                     | 100                     |
| 2024  | Zorra    | Nebulossa     | Espagnol          | Synthpop              | María Blas, Mark Dasousa                                                             | 22e                     | 30                      |
| 2025  | Esa diva | Melody        | Espagnol          | Pop                   | Alberto Fuentes Lorite, Melodía Ruiz Gutiérrez, Joy Deb, Peter Boström, Thomas G:son | 24e                     | 37                      |

1. ↑  Cette chanson a subi un remaniement pour l'Eurovision, composé par Eighty4, Rick Parkhouse, George Tizzard et Guillem Vila Borràs.